# براكيلية
براكيلية (الاسم العلمي: Brackiella) هي جنس من البكتيريا، سلبية الغرام، تتبع فصيلة المقليات.

## أصنوفات
الأصنوفات الأدنى لهذا الكائن:
- كود سباركل
- تحديث القائمة

نوع:براكيلية أوديبية 
اسم علمي: Brackiella oedipodis